# Salas (Gironda)
Salas (en francès Salles) és un municipi francès situat al departament de la Gironda i a la regió de la Nova Aquitània.

## Demografia
| 1962                                       | 1968  | 1975  | 1982  | 1990  | 1999  | 2007  |
| ------------------------------------------ | ----- | ----- | ----- | ----- | ----- | ----- |
| 3.321                                      | 3.353 | 2.330 | 2.313 | 4.289 | 5.257 | 5.758 |
| Des de 1962: població sense dobles comptes |       |       |       |       |       |       |

## Administració
| Període    | Identitat         | Partit |
| ---------- | ----------------- | ------ |
| 19485-1965 | Marc Boireau      |        |
| 1965-1997  | Raymond Brun      |        |
| 1997-2001  | Philippe Pondaven |        |
| 2001-      | Vincent Nuchy     | PS     |